# South African Football Association
South African Football Association ordnar med den organiserade fotbollen i Sydafrika, och bildades den 8 december 1991, i idrottens kamp mot Apartheidsystemet.

## Ligor
- ABSA Premier League, Förstaligan
- National First Division
- Vodacom Promotional League, Andradivisionen
- SAB Regional League
- SAFA Women's League, Damligan